# Carlo II xứ Parma
Carlo Ludovico Ferdinando di Borbone-Parma (22 tháng 12 năm 1799 – 16 tháng 4 năm 1883), còn được viết là Charles-Louis theo tiếng Pháp hoặc Carlos Luis theo tiếng Tây Ban Nha, là Vua của Etruria (1803–1807), Công tước các xứ Lucca (1824–1847) và là Parma (1847–1848).

## Thời niên thiếu và hôn nhân
Carlo Ludovico sinh ở Madrid và là con trai duy nhất của Ludovico, Công tử thừa kế xứ Parma, là con trai và là người thừa kế của Ferdinando I xứ Parma, và Vương nữ Tây Ban Nha María Luisa, con gái của vua Carlos IV của Tây Ban Nha.
Vào năm 1801, Carlo Ludovico trở thành thái tử của Vương quốc Etruria mới thành lập và là người thừa kế của cha ông. Cha ông đã được Napoléon phong cho làm vua của Etruria. Sau khi cha ông băng hà năm 1803, Carlo Ludovico được tôn làm vua Louis II dưới sự nhiếp chính của mẹ ông là bà Maria Louisa. Năm 1807, Napoléon giải thể vương quốc và đưa Carlo Ludovico cùng với mẹ ông sang Pháp. Carlo Ludovico đã được hứa phong cho ngôi vua của Vương quốc Bắc Lusitania (miền Bắc của Bồ Đào Nha), nhưng kế hoạch này không thực hiện được vì sự tuyệt giao giữa Napoléon và dòng họ Bourbon của Tây Ban Nha năm 1808.
Sau khi Napoléon bị lật đổ năm 1815, triều đại Bourbon đã không được trao trả lại cho Công tước Parma, thay vào đó lại được trao cho vợ của Napoléon, Hoàng hậu Maria Ludovica. Hội nghị Wien đã đền bù cho dòng họ Bourbons bằng Công quốc Lucca, và được giao cho mẹ của Carlo Ludovico trong lúc Carlo Ludovico sẽ là người thừa kế với danh hiệu Công tử xứ Lucca. Ông còn được hứa hẹn quyền thừa kế Parma sau khi Marie Louise của Áo qua đời.
Vào ngày 5 tháng 9 năm 1820, tại Lucca, Carlo Ludovico đã thành hôn với Maria Teresa Ferdinanda của Sardegna (1803–1879), con gái của vua Vittorio Emanuele I của Sardegna. Họ có hai người con:
- Luisa (29 tháng 10 năm 1821 – 8 tháng 9 năm 1823)
- Carlo III xứ Parma (1823–1854)

Vì cuộc sống hôn nhân của họ không hạnh phúc nên họ thường sống xa nhau.

## Công tước của Lucca
Vào ngày 13 tháng 3 năm 1824 mẹ của Carlo Ludovico qua đời và ông đã nối ngôi bà với chức tước Carlo I, Công tước của Lucca. Trong những năm đầu trị vì, ông thường không có mặt tại lãnh địa, và ông thường giao triều chính lại cho các vị bộ trưởng, đứng đầu là Ascanio Mansi. Từ năm 1824 đến năm 1827, Carlo Ludovico đã du lịch khắp nước Ý. Từ năm 1827 đến năm 1833, ông du lịch nước Đức, nơi ông sở hữu hai tòa lâu đài: Urschendorff và Weistropp (gần Dresden).
Đầu năm 1830, Carlo Ludovico bắt đầu quan tâm đến triều chính. Vào năm 1833 ông đã ban hành lệnh ân xá tại Lucca.
Về ngoại giao, Carlo Ludovico đã công nhận vua Louis Philippe I của Pháp, người nắm quyền lực trong cuộc Cách mạng tháng Bảy năm 1830. Ông cũng liên minh với những người muốn khôi phục Carlos V (Carlism) tại Tây Ban Nha. Năm 1834, chú của ông, người tự nhận là thừa kế của Carlos V, đã giúp cho Carlo Ludovico thành Vương tử (Infante) của Tây Ban Nha.

## Công tước của Parma và sự thoái vị
Năm 1847, Nữ hoàng Marie Louise qua đời. Carlo Ludovico đã nối ngôi với danh vị Carlo II, Công tước của Parma. Lãnh địa Lucca đã sáp nhập với Đại Lãnh địa Toscana.
Năm 1848, cách mạng nổ ra tại Parma. Ngày 19 tháng 4 năm 1848 Carlo II thoái vị với sự đồng ý của con trai ông. Ông đã sống phần cuối cuộc đời tại Pháp với tước vị Bá tước của Villafranca. Ông qua đời tại Nice.